# 佩尔利-塞尔图
佩尔利-塞尔图（法語：Perly-Certoux，法語發音：[pɛʁli sɛʁtu]）是瑞士日内瓦州的一个镇，位于日内瓦市区西南，向南与法国交界。阿尔沃河的支流艾尔河流经该镇。
截至2009年底，佩尔利-塞尔图共有居民2875人。

## 外部連結
- （法文）佩尔利-塞尔图官方网站 （页面存档备份，存于）